# Ochyrotica cretosa
Ochyrotica cretosa là một loài bướm đêm thuộc họ Pterophoridae. Nó được tìm thấy ở New Guinea, Moluccas và quần đảo Solomon.